# Neiva P-56 Paulistinha
O Neiva P-56 "Paulistinha" é um avião monoplano, monomotor a pistão e com fuselagem em tela,  que foi fabricado no Brasil pela Indústria Aeronáutica Neiva a partir da década de 1950. Em dimensões e características, é semelhante às últimas séries do Paulistinha CAP-4 produzido pela Companhia Aeronáutica Paulista, de quem a Neiva adquiriu os direitos, lançando uma nova versão, batizada como "Paulistinha 56" ou "Neiva 56".
A Força Aérea Brasileira operou esta aeronave de 1959 a 1967, com a designação militar "L-6". Foi utilizado em missões de ligação, observação e calibragem de bombardeio.
A aeronave ainda se faz presente em escolas de voo para o treinamento pilotos iniciantes.

## História
O projeto foi desenvolvido por Henrique Dumont Villares (sobrinho de Alberto Santos Dumont), Fritz Roesler (piloto alemão de caças e marido de Tereza de Marzo) e o americano Horton Hoover. Os três fundaram a "Empresa Aeronáutica Ypiranga", em 1931, com primeiro voo da aeronave ocorrendo em 12 de setembro de 1935, no Campo de Marte, pilotado por Hoover. O projeto, até então chamava-se EAY 201. 
Pela Ypiranga, foram construídas apenas 5 aeronaves. Em 1943, o projeto foi vendido para a Companhia Aeronáutica Paulista, que o renomeou para "CAP-4", construindo 777 unidades. Posteriormente o projeto foi vendido para a Indústria Aeronáutica Neiva, recebendo a designação P-56, com mais 261 unidades produzidas.

## Características estruturais
- Biplace em tandem
- Asa alta
- Trem de pouso convencional fixo
- Fuselagem de tubos de aço soldados com revestimento de tela
- Capô do motor metálico
- Asas de madeira com revestimento de tela
- Hélice de passo fixo

## Características técnicas
- envergadura: 10,80 m
- comprimento: 6,90 m
- altura: 1,95

O avião pode ser equipado com motor Continental, modelo C-90-8F ou C90-12F, que podem desenvolver até 115hp a 2625 RPM.
Seu sistema de combustível compõe-se de dois tanques de gasolina, um na parte superior da cabine e outro entre o painel de instrumentos e a parede de fogo do motor, antes de entrar no carburador a gasolina passa por um filtro e decantador tipo "copinho".

## Ver também

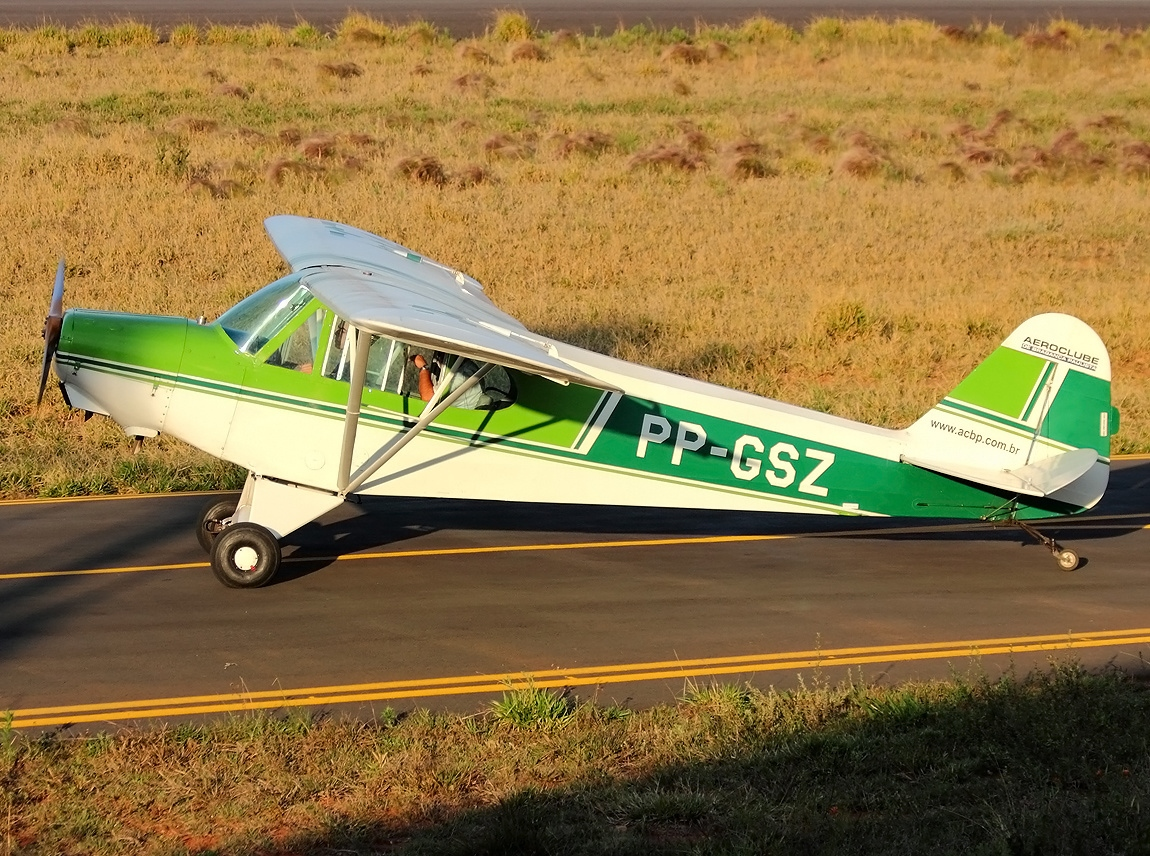
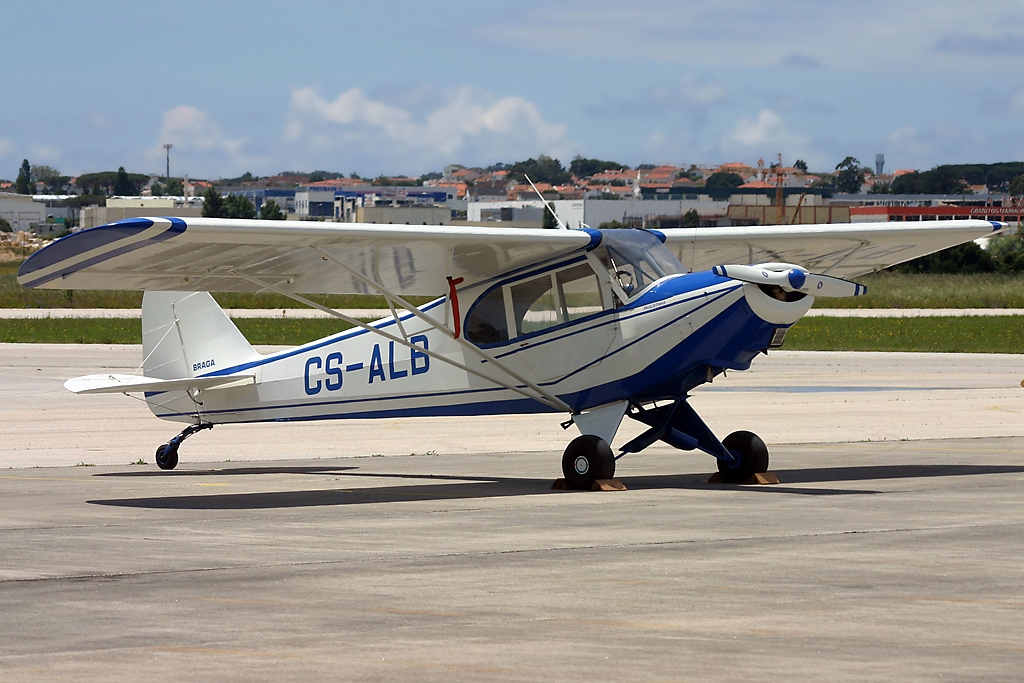
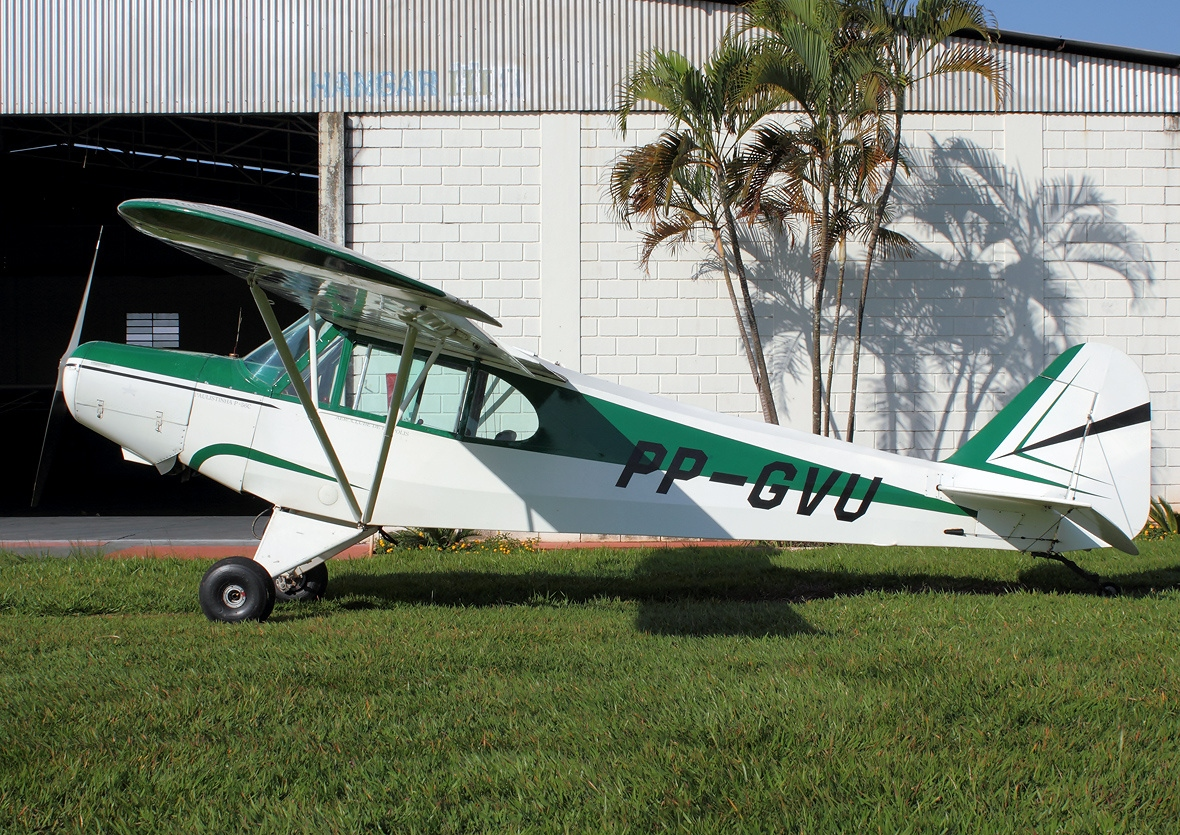
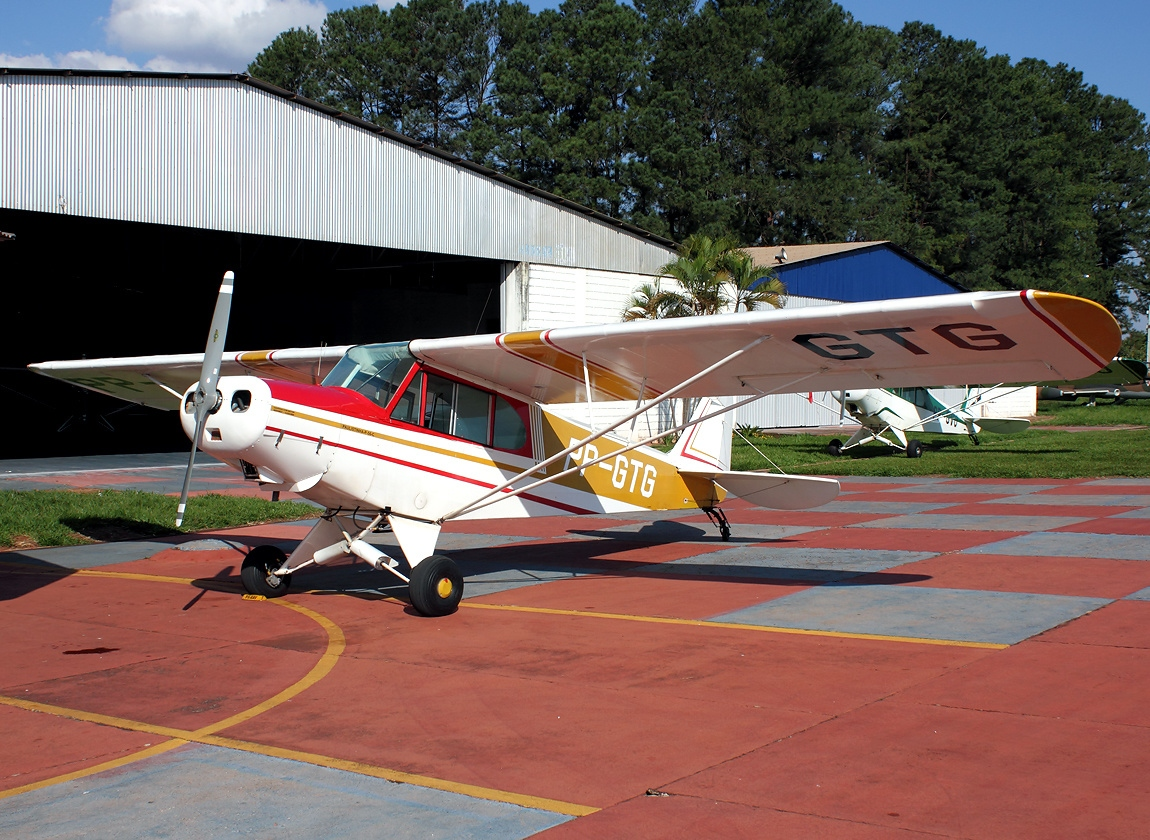
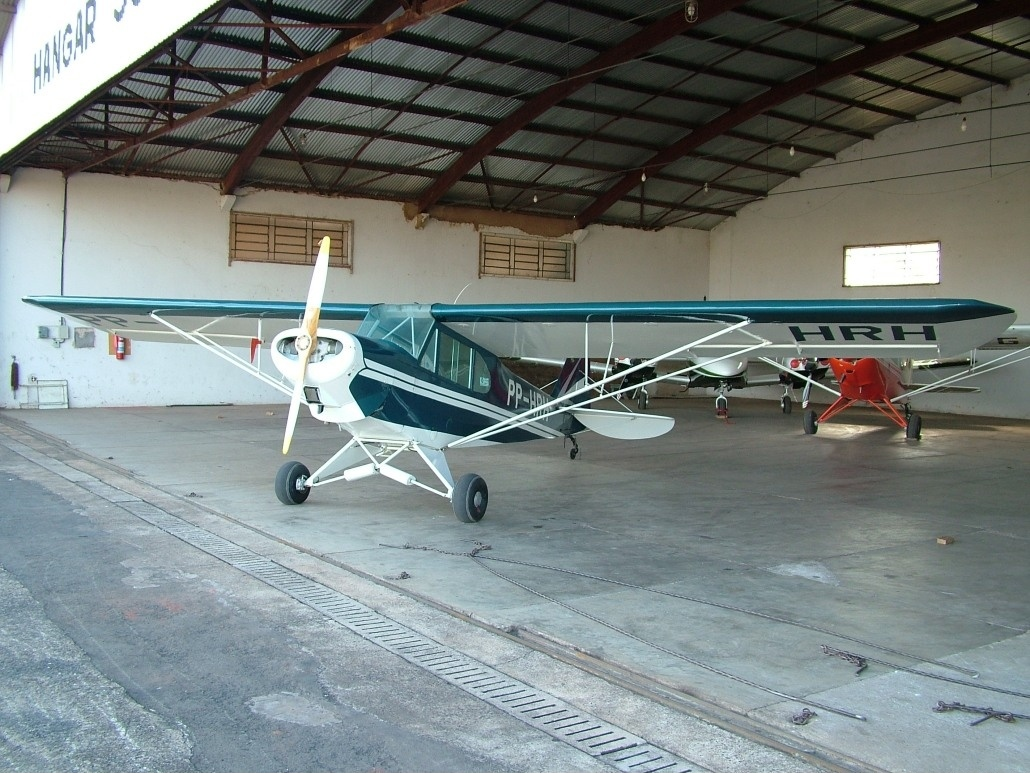
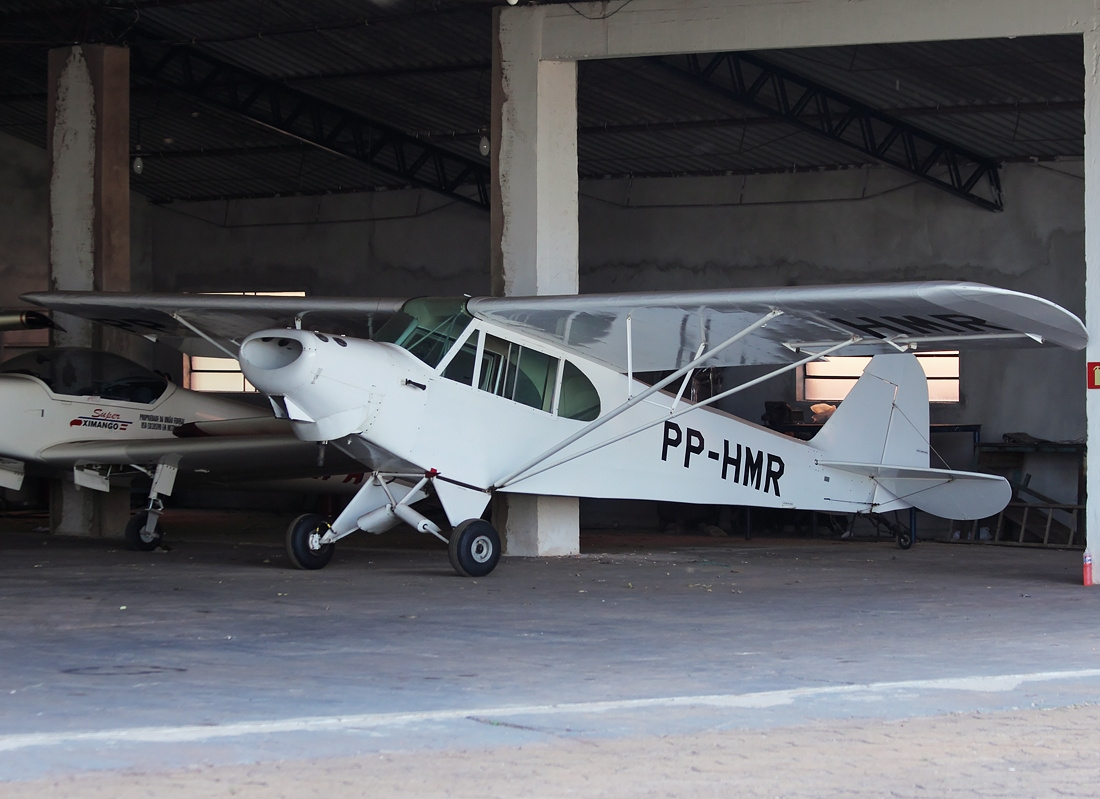
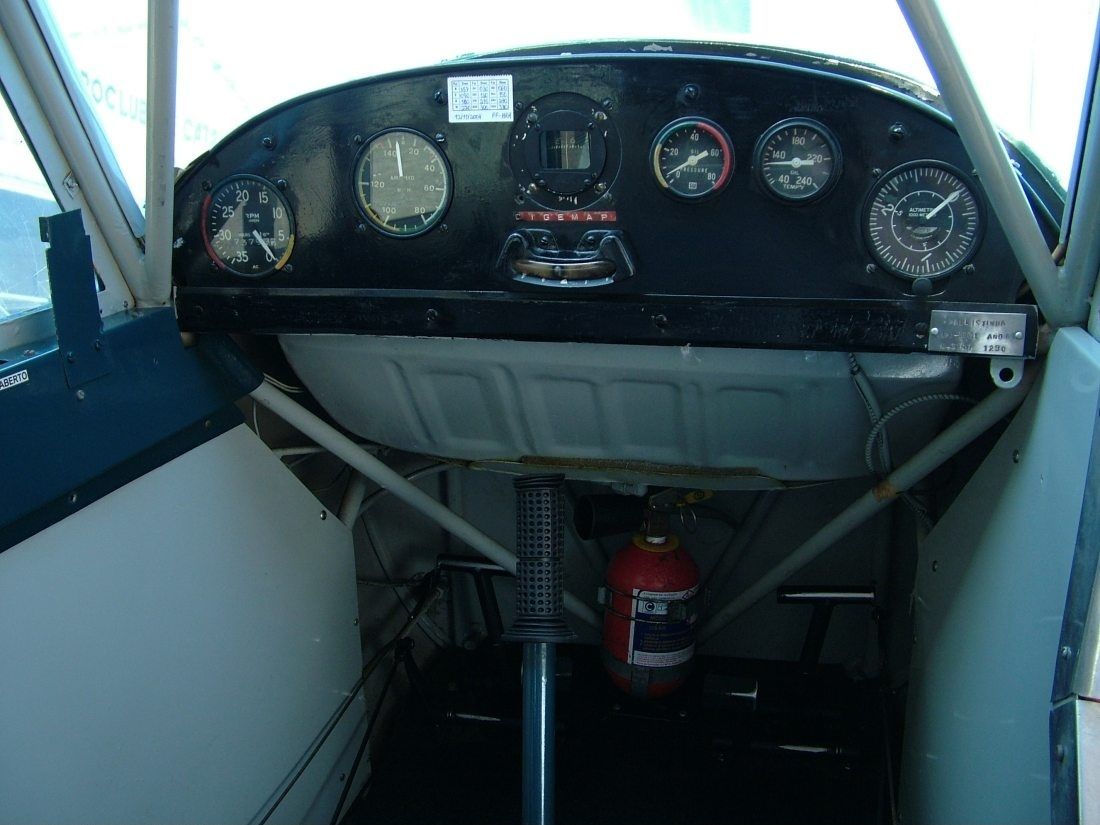
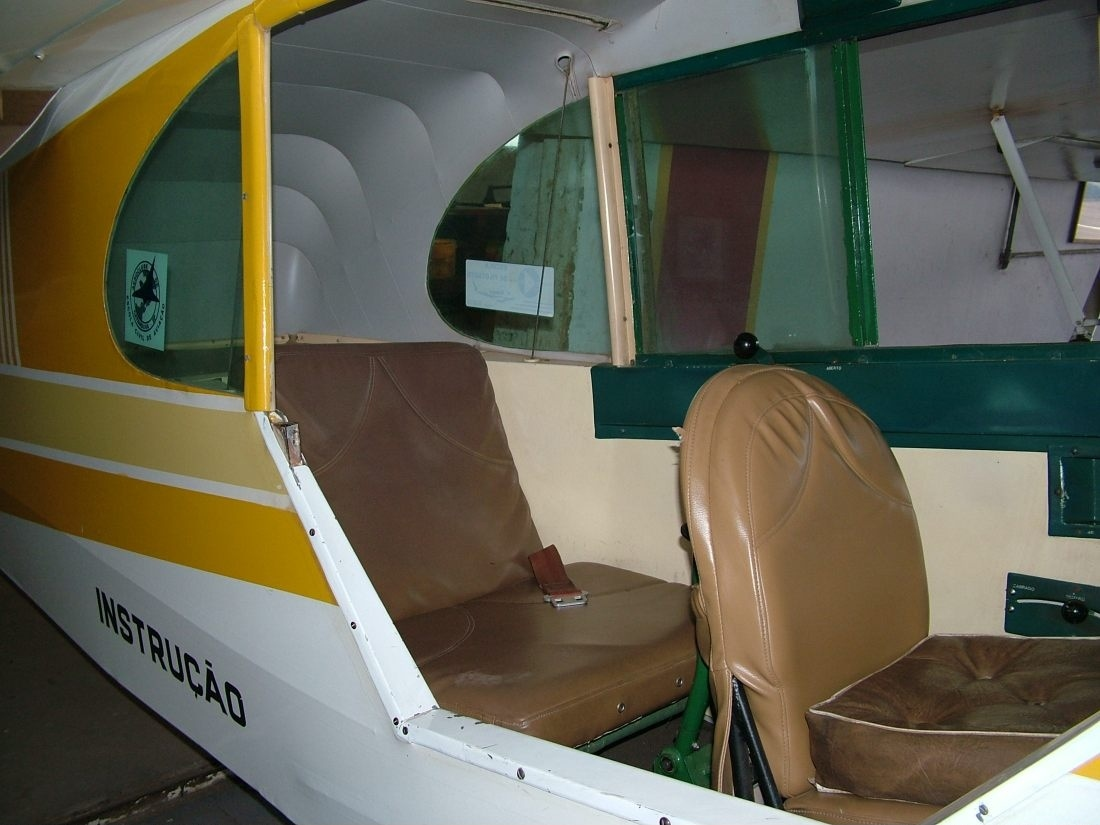